# Конурбация
Конурбацията е регион, обхващащ тясно свързани редица градски населени места – градове, градчета и др.
Тези селища чрез нарастване на населението и териториално разширяване образуват единна непрекъсната градска и индустриално развита област. В повечето случаи конурбацията е полицентрично убранизиран район, в който транспортът свързва всички точки и създава единен градски пазар на труда.

## История
Терминът „конурбация“ е въведен през 1915 г. от Патрик Гедес в книгата Cities In Evolution. Той обръща внимание на способността на тогавашната технология за електрическа енергия и моторизиран транспорт да позволи на градовете да се разпространят и да се агломерират заедно, давайки примери с Мидлантън в Англия, Рур (Рурска област) в Германия, Рандстад в Нидерландия и Северен Джързи в Съединените щати.

## Великобритания
Индустриалният и жилищният растеж в Обединеното кралство през ХІХ и началото на ХХ век създава много конурбации. Голям Лондон е най-големият градски район и обикновено се счита за конурбация от статистическа гледна точка, но се различава от останалите в това, че се съсредоточава върху централна зона. В средата на 1950-те години е въведен Зеленият пояс, за да предотврати по-нататъшното урбанизиране на селските райони в Югоизточна Англия.